# Калинин (район Балхи)
Калинин (тадж. Калинин) — село в районе Джалолиддин Балхи Хатлонской области Республики Таджикистан. Входит в состав джамоата (сельской общины) им. Калинина района Джалолиддин Балхи.
Находится на расстоянии 13 км от райцентра (пгт. Балх), и 1 км до центра общины (с. Дехконобод).
Население — 2329 чел. (2017).